# 阪急航空
阪急航空株式会社（はんきゅうこうくう）は、ヘリコプター・軽飛行機を運航していた会社。2009年（平成21年）5月31日をもって廃業した。

## 概要
阪急電鉄が100%出資する阪急阪神ホールディングスグループの1社であった。不定期航空運送事業、航空機使用事業の免許を保有し、ヘリコプター、軽飛行機によるチャーター便、貨物輸送、航空写真撮影、遊覧飛行などの事業を行っていた。
阪急は1951年に近畿日本鉄道や南海電気鉄道と共同で国際運輸株式会社を設立し航空業参入を目論んだが、日本航空に敗北、翌52年にはパンアメリカン航空と合同で「日米航空」を設立する計画だったが海外に制空権を独占されるという全日空の説得に応じ取り下げている。一方で産経新聞社から日東航空への出資を要請された時は出資を見送っており、代わりに1959年4月に近鉄が出資する事となった。
大阪府の八尾空港、岡山県の岡南飛行場に運航拠点があった。一時期、神戸ヘリポート、舞洲ヘリポートにも拠点があった。
1990年（平成2年）7月から1991年（平成3年）8月までの間、神戸ヘリポート・湯村温泉ヘリポート間に定期旅客便を運航していた。
2006年（平成18年）1月に阪急電鉄がサイバーファームに阪急航空の全株式を売却すると発表したが、その後同年3月に撤回されている。
2009年（平成21年）5月31日をもって廃業し、翌6月1日に朝日航洋にヘリコプター部門の内、報道関係部門及び報道契約機5機の事業譲渡が行われた。ホームページもすでに閉鎖されている。

## 保有機材

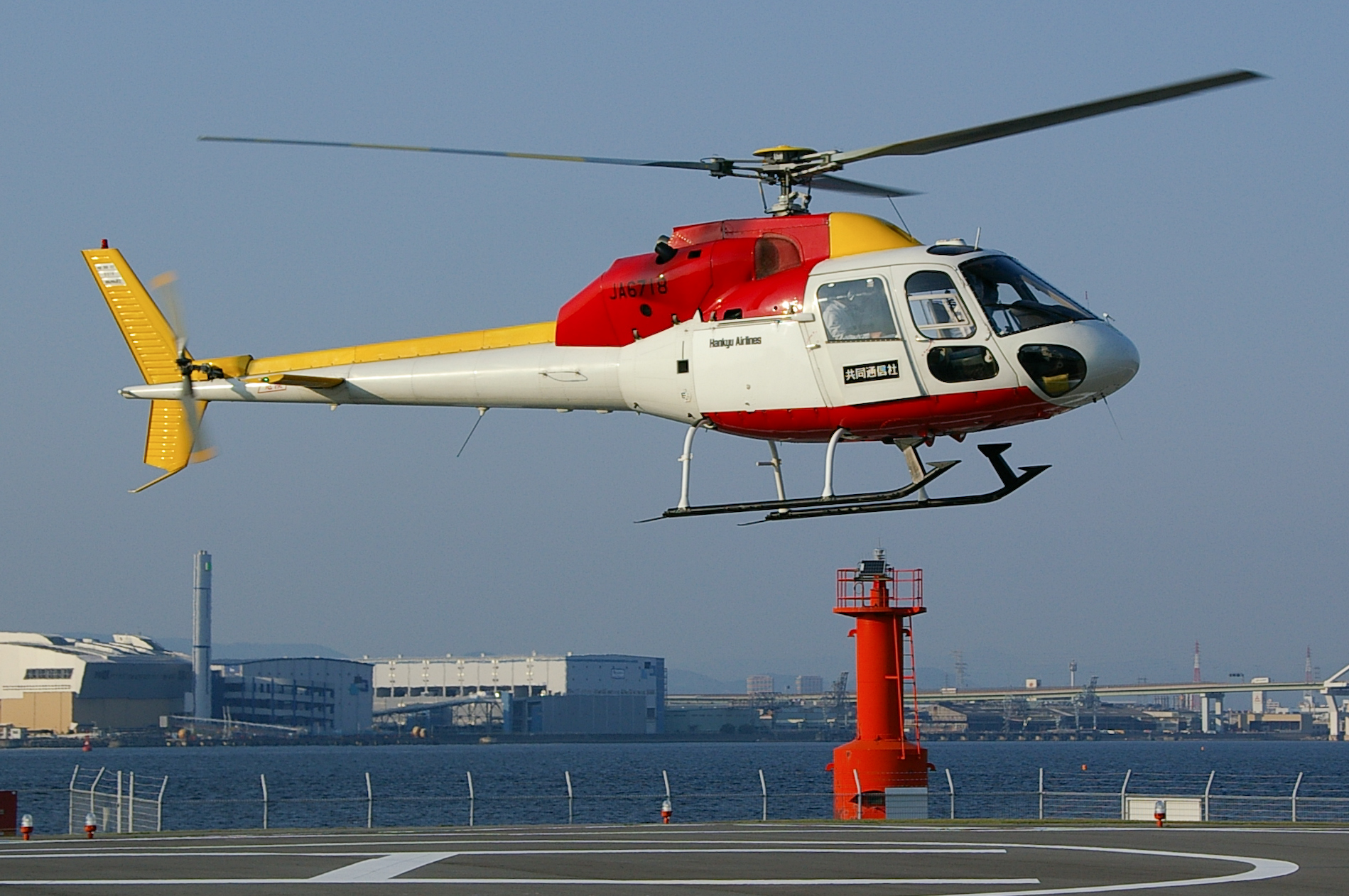
AS355 (JA6718) 共同通信社取材機

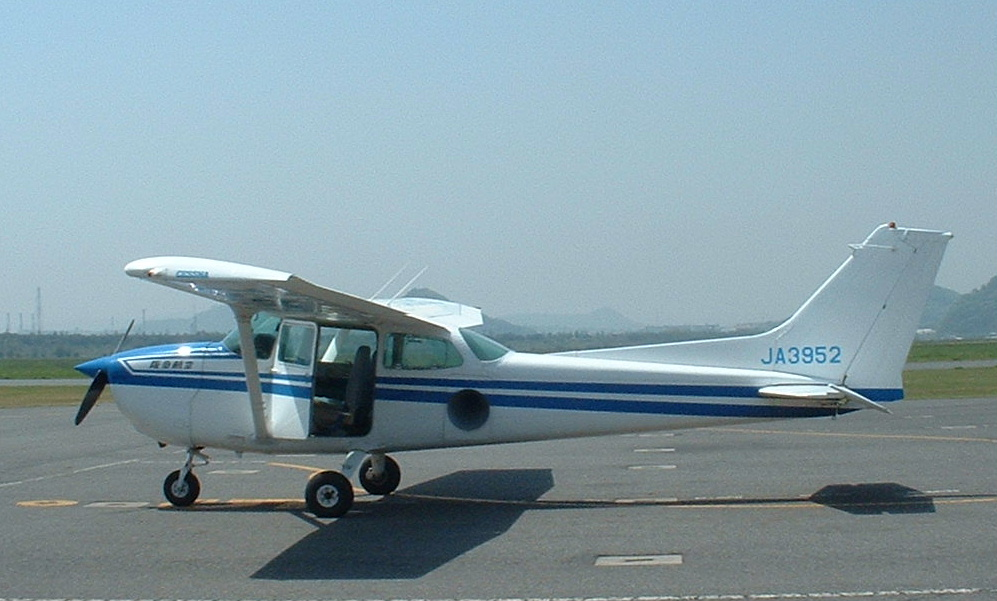
セスナC172 (JA3952)

### ヘリコプター
- アエロスパシアル SA365 3機
- アエロスパシアル AS355 3機
- アエロスパシアル AS350 8機
- ユーロコプター EC135 1機

上記の内、ユーロコプターAS365N3 1機、ユーロコプター/アエロスパシアル AS355F2 2機、AS355N 1機、ユーロコプターEC135T1 1機が、朝日航洋へ移管された。　

### 軽飛行機
- セスナ C208 2機
- セスナ C207 2機
- セスナ C172 3機

## 重大事故
- 1990年（平成2年）9月27日 川崎BK117B-1型（JA6605）が旭化成がチャーターした社用定期便として宮崎空港を離陸し宮崎県延岡市へ向かっていたが宮崎県日向市日知屋の牧島山に墜落、乗客乗員10名全員が死亡した。ヘリコプター1機の事故としては最多の犠牲者となった。視界が悪いにもかかわらず著しい低高度を飛行したことが原因と推定されている。この事故がJR日豊本線高速化のきっかけとなった。

- 1991年（平成3年）8月5日 アエロスパシアルSA365N型機（JA9578）が湯村温泉ヘリポートを離陸した5分後に兵庫県美方郡村岡町の大峰山に墜落し、乗員乗客8名が死亡した。運輸省航空事故調査委員会は局地的な雲を回避せずに視界不良の中を飛行するうち尾根に激突したと推定し、原因はパイロットのミスとした。一方、阪急航空の運航責任者の不在、定期訓練の未実施、迂回ルートの設定の不備なども指摘され、同年10月に運輸省大阪航空局から業務改善を勧告された。